# ارزش اسیدی
ارزش اسیدی (یا عدد خنثی سازی یا عدد اسیدی) در علم شیمی مقدار میلی‌گرم پتاسیم هیدروکسید لازم برای خنثی سازی یک گرم از یک ماده می‌باشد. عدد اسیدی مقیاسی از تعداد گروه‌های کربوسیلیک اسید موجود در یک ترکیب مثل یک اسید چرب یا مخلوطی از ترکیبات می‌باشد. در یک روش معمول مقدار مشخصی از نمونه در یک حلال آلی (معمولاً ایزوپروپانول) حل شده و با محلولی از پتاسیم هیدروکسید با غلظت معین تیتر می‌شود. در این روش از فنل فتالئین به عنوان شناساگر استفاده می‌شود.
عدد اسیدی برای تعیین کمی اسیدیته یک ماده مانند رزین یا زیست دیزل به کار می‌رود. در واقع این کمیت مقدار میلی‌گرم پتاسیم هیدروکسیدی است که برای خنثی سازی ساختارهای اسیدی یک گرم از نمونه مصرف می‌شود:
{\displaystyle AN=(V_{eq}-b_{eq})N\left({\frac {56.1}{W_{oil}}}\right)}
Veq حجم مصرف شده ماده (میلی لیتر) تیترکننده توسط یک گرم ماده (مثل روغن خام) به همراه یک میلی لیتر محلول استاندارد در نقطه اکی والان، beq حجم مصرفی (میلی لیتر) تیتر کننده توسط ۱ میلی لیتر از محلول استاندارد در نقطه اکی والان و ۵۶٫۱ وزن مولکولی پتاسیم هیدروکسید می‌باشد. Woil وزن نمونه برحسب گرم و N نیز غلظت مولی تیترکننده (محلول پتاسیم هیدررکسید) است.